# Тлашкала (альтепетль)

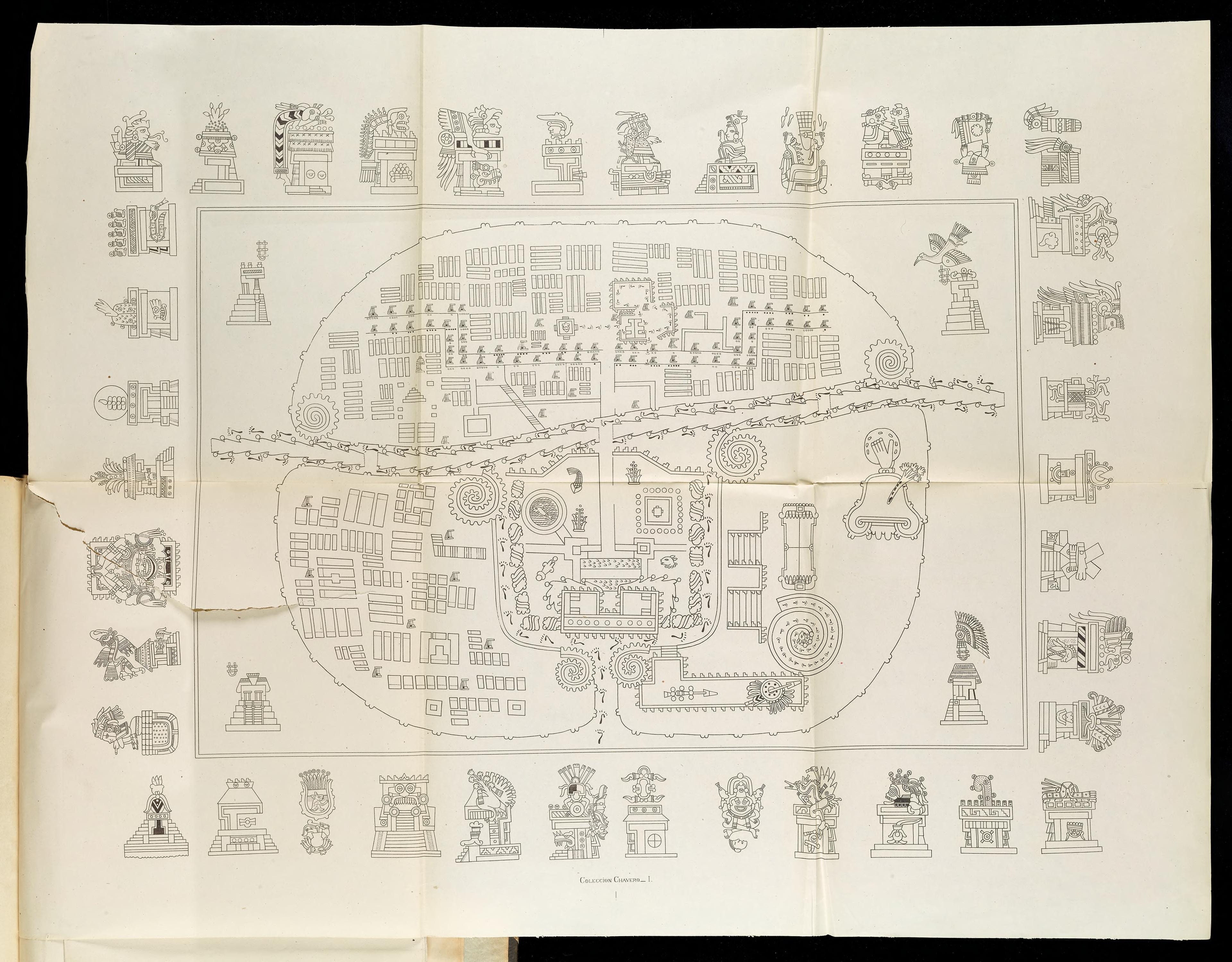
Тласкала

Тлашкала (Tlaxcallān) — місто-держава у центральній Мексиці. Тласкала складалася з конфедерації чотирьох суспільних товариств — Окотелолько, Куіауіцлан, Тепетікпак й Тісатлан.

## Історія

### Тлашкальтеки
Племена тлашкательків розмовляли мовою науа, схожою з науатлем ацтеків. За низкою міфів тлашкательтеки вийшли з одного з ацтеками легендарного місця — Чикомостока.
За деякими відомостями тлашкальтеки були одними з останніх племен науа, що прийшли з півного заходу до Центральної Мексики — десь напочатку XIII ст. На думку низки дослідників, вони могли входили до чичимекського союзу, який знищив державу тольтеків. Деякий час вони вели кочовий або напівкочовий спосіб життя, наймаючись на службу до різних міст-держав.
Деякий час жили в околицях Тенайукі, потім, в рік «1 кремінь», перебралися в Пойаутлан, на південь від Коатлінчана. Проте там у них почалися конфлікти з мешканцями Тескоко, в результаті чого вони, зазнавши поразки, повинні були знову шукати нове місце для поселення.

### Утворення державності
Через деякий час тлашкальтеки влаштувалися на території, що відповідає сучасному штату Тласкала, де заснували поселення Тепетікпак («На верхівці гори»). Це сталося майже одночасно із заснуванням Теночтітлана. У 1348 році оформилася власна держава.
Незабаром вони після цього завдали поразки місту-державі Вешоцинко. Останнє у 1359 році перемогло державу Чолулу. У підсумки на тривалий час утворилася конфедерація Тлашкала-Уешоцінко. Дещо пізніше частина жителів Тлашкали відселити, утворивши нове поселення Окотелолько(на північ від сучасного м. Тласкали). Воно швидко стало найбільшим і розвиненим, з найбагатшим в області ринком, почасти тому, що разом там оселилася і частина жителів м. Чолула. Надалі на території Тлашкали-Уешоцінко закріпилися біженці з Чалько, долини Мехіко. Частина отомі також визнало зверхність тлашкальтекських володарів.
Згодом з Окотелолько, у свою чергу, відселити одна група його жителів, які висловили незадоволення своїм становищем. Вони заснували третю державу — Тісатлан. У період правління ацтекського тлатоані Іцкоатля і дещо раніше Тлашкала надала притулок Несауалькойотлю, якого Тесосомок вигнав з Тескоко. Тлашкальські воїни у 1427—1428 роках брали участь на боці Потрійного союзу в їх боротьбі з Ацкапоцалько.
Надалі тлашкальтеки побудували оборонну стіну по периметру своєї території. Звідси з'явилося ще одна назва їх території — «Тешкаллан» («місце стін»).

### Боротьба з Теночтітланом
Спочатку Тлашкала мала вигідний доступ до Мексиканської затоки. Проте з початком квіткових війн з Ацтецькою імперією у 1387 році сила Тлашкали значно зменшилася. Напочатку XVI ст. Тлашкала була оточена з усіх боків Ацтецькою імперією.
У 1504 році спалахнула війна між містами долини Пуебло — Тлашкала та Уешоцінко, яке підтримала Ацтецька імперія. Спочатку при Ксилохочітлані противники Тласкали розбили її військо на чолі із Тизатлакаціном. Проте незабаром Тласкала розбила своїх ворогів під містом Атліско, спустошивши після цього землі Хуексоцінко. У 1503 році відбувся наступ основних сил Ацтецької імперії проти Тласкали, проте й він зазнав невдачі. Після перерви у 1507 році ацтеки знову розпочинають квіткові війни з метою послабити Тласкалу, що в значній мірі вдалося. Фактично перед приходом у Мексику іспанців Тласкала була на межі завоювання ацтеками.
В серпні 1520 року у долину Пуебло прийшов загін Е.Кортеса. Думки щодо іспанців у Тлашкалі розділилися. Одна група на чолі із Максиксаціном пропонувала укласти мир з Кортесом, друга на чолі із Шикотенкатлем Молодшим виступала за військові дії. Перемогла думка третьої на чолі із Темілотекатлем, який пропонував пропустити їх у долину Пуебло, а потім напасти на них. З 1 до 10 вересня відбувалися збройні сутички іспанців з тласкаланцями, в яких останні зазнали значних втрат. Врешті-решт Тласкала підкорилася Е.Кортесу й стала його союзником. Відразу розпочалися спроби навернути до християнства населення Тласкали. Проте знать Тласкали не поспішала приймати нову віру. Разом з тим Тласкала надало військо у розмірі 20 тисяч вояків.
Після цього Тласкала залишалася вірним союзником Е.Кортеса у підкоренні Ацтецької імперії. Особливо жорстоко поводилися тласкаланці при штурмі Теночтітлану у 1521 році.

### Колоніальний період
Надалі Тлашкала залишилася вірним союзником Кортесу. У 1522 році брали участь у поході проти держава тарасків, приєдналися до експедиції Педро де Альварадо в Гватемалу в 1524 році. У 1529 році кілька тисяч тлашкальців брали участь у кампанії Нуньо де Гусмана, голови Першої Аудієнсії (уряду) Нової Іспанії в північно-західній Мексиці проти племен чичимеків.
Надалі Тласкала стала частиною іспанського віце-королівства Нова Іспанія, а за допомогу у завоюванні Теночтітлану була звільнена від сплати податків. Християнізація тлашкальтеків тривала і досягла свого піку наприкінці 20-х років XVI століття. До 1535 місту Тлашкала був присуджений герб і його зробили місцем перебування та засідання перший архієпископства Нової Іспанії.
Тлашкала допомагала іспанцям придушити Міштонське повстання чичимеків 1540—1541 років і брала участь на боці іспанців у Чичимецькій війні 1550—1590 років у Новій Галісії.
6 лютого 1585 іспанські влади в місті Сан Мартін (спеціалізувалося на видобутку руд) отримали припис короля Іспанії відправити на північ від 2000 до 4000 сімейних пар індіанців з Тлашкали та інших південних спільнот. 14 березня 1591 року віце-король Луїс де Веласко здійснив низку заходів для забезпечення збереження інтересів тлашкальтиеків, шляхом підписання низьких охоронних грамот (mandamientos de amparo) — для захисту володінь від посягань у майбутньому шляхом відібрання їх у спадкоємців. Їм надавався статус ідальго та звільнялися від сплати дані й різних податків.

## Територія і населення
Тлашкала займала вигідне становище у долині Пуебло. Вона було досить щільно заселеною. За приблизними підрахунками у цій держави мешкало близько від 250 до 400 тисяч осіб. Займала доволі компакту територію — у діаметрі бл. 100 км.

## Державний устрій
Тлашкала з первісного племінного союзу виросла в союз міст-держав, що зберегли значну автономію. У своєму розквіті Тлашкала об'єднувала чотири головних регіону — Окотелолько, Тісатлан, Куіауіцлан, Тепетікпак, кожен зі своїм головним правителем і своїми власними торговцями, суддями та іншими офіційними особами. Навколо цих чотирьох найважливіших центрів групувалися близько 30 дрібніших поселень.
Усі питання вирішувалися нас спільних нарадах представників міст-засновників тлашкальської федерації — рада чотирьох. До їх компетенції входило вирішення військових питань, вирішення прикордонних суперечок, регулювання відносин з сусідами. В інших питаннях, насамперед внутрішніх, кожне місто зберігало самостійність. Найбільш впливовими вважалися Окотелолько і Тісатлан. Тому іноді Тлашкалу називають аристократичною республікою. Втім це незовсім відповідає реальності.
Основу складала знать (pipiltzin), що поділялися на тлатоані, текутлі, піллі та теішуіуан. Проте переважно більшість населення належало до протсолюдинів (macehualtin).

### Тлатоані Тепетікпака
- Кулуатекутлікуанац (бл. 1310-1350-ті)
- Атешакаліуеуе
- Панцінтеуктлі
- Кокоцін
- Тесклакоуацін
- Умакацін (?-бл.1500)
- Тлеуешолоцін (1500—1520)

### Тлатоані Окотелолько
- Кукітакатль
- Папатотль
- Кульуатейоуальмінці
- Акатенуак
- Куітліцкатекутотолін
- Шочуатеутлімамалько
- Тлакомінуацін
- Макацін
- Машікатцін (1510—1520)
- Тіанітцтлатоуацін

### Тлатоані Тісатлан
- Шайямачан
- Теполоуатекунтлі
- Цоцое
- Атлауа
- Уїтлалотеуктлі
- Шайякамачан
- Шікотенкатль I Уеуетль (1510—1519)
- Ашайякацін (1519-?)

### Тлатоані Кіауіцлан
- Міцкітль
- Тіматекутлі
- Тешкайоуа
- Коауатцін
- Кууетцаітцін Саканкатцін
- Іякцін
- Цітлальпопокацін (1510—1526)
- Тлаленцін (1526—1550)

## Економіка
Спочатку основним завданням було полювання. Втім поступово перейшли до землеробства — вирощували найкращий у Центральній Мексиці маїс, про що свідчить етимологія самого слова «Тлашкала» («люди маїсу», інше трактування — «місце тортильї»), зображення тортильї, маїсового коржа, на долоні входило в піктограму, що передавала назву Тлашкали.
Тлашкала вважалися економічно дуже бідною областю, особливо після розширення впливу ацтеків до морського узбережжя, яке сильно ускладнило економічний розвиток Тлашкали.
Спеціальні уповноважені збирали спеціальні податки з тлашкальського населення і данину з залежних племен.
Тлашкала експортувала переважно кукурудзу та кошеніль, з якої отримували червоний барвник. Імпорт включав до себе сіль, тканини з бавовни, перець чилі, ванілі, пір'я, тютюн, віск і мед. Торговельним центром було місто Окотелолько.

## Міфологія
Тлашкальтеки поколонялися богу Камаштлі (Camaxtli, Camaxtle), що був їх племінним божеством з часів Чікомостока. Саме він обіцяв тлаштальцям «країну щастя». Камаштлі часто асоціюють з ацтекським богом Шіпе-Тотеком. Водночас з кочових часів у них збереглися як священна реліквія дві стріли.

## Культура
Тлашкальтеки мали піктографічну писемність. Найбільш значущим джерелом, що найкраще зберігся є «Кодекс Тлашкали».